# 陸宗楷
陸宗楷（？—1773），榜姓陳，字健先，號鳬川，浙江杭州府海寧縣人，為清朝政治人物。
雍正元年（1723年）癸卯恩科第一名舉人（解元），同年聯捷三甲進士。官景山教習，雍正三年（1725年）授職檢討。歷官禮部尚書，左遷內閣學士。